# قيصر (شخصية خيالية)
قيصر (بالإنجليزية: Caesar)‏ هو شخصية خيالية في فيلم بزوغ كوكب القرود. هو زعيم القرود في كل من السلسلة الأصلية وإعادة التشغيل. يصور رودي ماكدويل قيصر في فيلم غزو كوكب القرود (1971) ومعركة من أجل كوكب القرود (1973). في وقت لاحق يصور آندي سيركيس الشخصية في سلسلة إعادة التشغيل التي تتكون من نهوض كوكب القردة (2011) وبزوغ كوكب القردة (2014) وحرب لأجل كوكب القردة (2017).
قيصر هو شمبانزي متطور وهو قائد جيش القردة وملك مستعمرة القردة وبطريرك عائلة القردة الملكية. في السلسلة الأصلية قيصر هو الابن البيولوجي لكورنيليوس وزيرا زوج ليزا ووالد كورنيليوس الثاني. في المسلسل الذي أعيد تشغيله هو ابن Alpha and Bright Eyes الابن بالتبني لويل رودمان وكارولين أرانا ووالد بلو آيز وكورنيليوس. قام ويل وكارولين بتربية قيصر بعد وفاة والدته لكنه سيعيش في الأسر بعد أن يهاجم أحد الجيران.
في وقت لاحق يقود قيصر رفاقه من القردة في تمرد ضد المتعاملين المسيئين والشرطة بإطلاق فيروس ALZ-113 القاتل والذي يشكل خطورة على البشر ولكن ليس على القردة. يحافظ قيصر على هيمنته على مجتمعه من القردة الذكية بينما يضطر أيضًا إلى التعامل مع تهديد الحرب ضد الناجين من البشر الذين دفعوا إلى الانقراض تقريبًا بسبب جائحة يُعرف باسم إنفلونزا سيميان.